# 스티브 폰 베르겐
스티브 폰 베르겐 (Steve von Bergen, 1983년 6월 10일, 뇌샤텔 ~) 은 스위스의 전 축구 선수로, 포지션은 센터백이다. 그는 취리히에서 두 시즌 간 활약하며 스위스 슈퍼리그를 두 시즌 모두 우승하였고, 이후 헤르타 BSC로 이적하여 3년을 보냈다. 그는 스위스 축구 국가대표팀의 주전 자리를 확보하는데 성공하였다.

## 클럽 경력

### 스위스
폰 베르겐은 오트리브의 유소년 팀에서 축구를 시작하였고, 2000년에 뇌샤텔 크사막스에 합류하였다. 2005년 여름, 그는 당시 취리히의 감독이었던 뤼시앵 파브르에 의해 발굴되었고, 클럽에 영입되었다. 취리히에서의 첫 시즌에, 폰 베르겐은 36경기에 출전하였고, 팀의 1981년 이래 첫 우승에 일조하였다. 그 다음 시즌 취리히는 타이틀 방어에 성공하였다.

### 헤르타 BSC
뤼시앵 파브르가 2007년 여름에 헤르타 BSC로 이적함에 따라, 그도 또한 분데스리가로 감독을 따라갔다. 폰 베르겐은 아르미니아 빌레펠트와의 2라운드 경기에서 독일 1부리그 데뷔전을 치르었다. 독일 수도를 연고로 하는 첫 시즌에, 헤르타는 10위로 리그를 마감하였으나, 페어플레이 제도에 따라 UEFA컵 진출권을 손에 넣었다. 2009-10 시즌에 요시프 시무니치가 클럽을 떠남에 따라, 폰 베르겐은 헤르타의 선발 라인업 자리를 확보하였다.

### 이탈리아
2010년 6월, 베를린과의 계약이 종료된 후, 폰 베르겐은 이탈리아 세리에 A에 새로 승격된 체세나로 자유이적하였다.
2년 후인 2012년 6월, 그는 제노아로 자유이적하였다. 그는 이곳에서 머문 기간이 두 달에 그쳤고, 8월에 그리스 국적의 골키퍼 알렉산드로스 초르바스를 영구적으로 영입하고 파라과이 국적의 공격수 다니엘 하라 마르티네스를 임대로 획득하는 거래를 위해 팔레르모로 매각되었다.

### 스위스 복귀
2013년 7월 19일, 그는 영 보이즈로 이적하였다.

## 국가대표팀 경력
폰 베르겐은 2006년 9월 6일, 코스타리카전에서 스위스 국가대표팀 데뷔전을 치르었다. 그는 꾸준히 스위스 국가대표팀 일원으로 활약하였고, UEFA 유로 2008의 예비 엔트리에 포함되었다. 손 골절 부상으로 인해, 폰 베르겐은 본선 토너먼트에 출전할 수 없었다. 폰 베르겐은 2010년 FIFA 월드컵에 참가한 스위스 국가대표팀의 일원이었다. 스위스가 스페인에게 1-0 충격패를 안긴 첫 조별 리그 경기에서, 그는 36분에 팀동료와의 의도치 않은 충돌로 발목 부상을 당한 필리프 센데로스와 교체 투입되었다. 이 경기는 그가 참가한 주요 토너먼트 (유로 / 월드컵)의 첫 경기였다.

### 국가대표팀 통계
| 스위스 국가대표팀 | 스위스 국가대표팀 | 스위스 국가대표팀 |
| 연도              | 출장              | 골                |
| ----------------- | ----------------- | ----------------- |
| 2006년            | 1                 | 0                 |
| 2007년            | 3                 | 0                 |
| 2008년            | 1                 | 0                 |
| 2009년            | 4                 | 0                 |
| 2010년            | 10                | 0                 |
| 2011년            | 6                 | 0                 |
| 2012년            | 7                 | 0                 |
| 2013년            | 7                 | 0                 |
| 합계              | 39                | 0                 |

2014년 2월 16일 기준

출처: (영어) 스티브 폰 베르겐 - National Football Teams